# D'Ieteren
D'Ieteren SA (Euronext: DIE

) er en belgisk virksomhed indenfor bildistribution samt reparation og udskiftning af bilglas.
D'Ieteren Auto distribuerer Volkswagen, Audi, Škoda, Seat, Cupra, Porsche, Bentley, Lamborghini, Bugatti køretøjer i hele Belgien.
Datterselskabet Belron (94,85 % ejet) reparerer og udskifter bilglas. De har 2.400 afdelinger og 8.600 varevogne, som servicerer under 15 forskellige mærker. Det inkluderer Carglass, Autoglass og Safelite samt tilstedeværelse i 35 lande.